# Kambia
Kambia ist eine Stadt in Sierra Leone. Sie ist Hauptort des gleichnamigen Distrikts Kambia im Magbema-Chiefdom in der Provinz North West.
Der Ort liegt nahe der Grenze zu Guinea am Fluss Great Scarcies (auch Kolente genannt).

## Stadtname
Der Name der Stadt geht auf Pa Kambi, einen lokalen Fischer zurück. Dieser siedelte am Kolente vor der Entdeckung Sierra Leones durch die Portugiesen. Nach ihm wurde Kambia, das heißt „die Stadt von Pa Kambi“ benannt.

## Bevölkerung
Die Einwohnerschaft besteht vorwiegend aus Angehörigen der Susu und Temne. 1963 zählte die Ortschaft 3700 Einwohner, dann wuchs sie bis 1974 auf 5740 und 1985 7631 Bewohner an. Mit letzter Zählung 2004 lebten in Kambia 11842 Einwohner.

## Wirtschaft
Es gibt keinen großen Handel. Die Bevölkerung lebt von der Eigenproduktion. Kambia verfügt über einen kleinen Flugplatz.

## Persönlichkeiten
- Mohamed Kamara (* 1999), Fußballspieler